# Randolph Childress
Randolph Childress (ur. 21 września 1972 w Waszyngtonie) – amerykański koszykarz, występujący na pozycji rozgrywającego, po zakończeniu kariery zawodniczej trener koszykarski, obecnie asystent trenera drużyny akademickiej Wake Forest.

## Osiągnięcia
Na podstawie, o ile nie zaznaczono inaczej.

### NCAA
- Uczestnik rozgrywek:
  - Sweet 16 turnieju NCAA (1993, 1995)
  - turnieju NCAA (1992–1995)
- Mistrz:
  - turnieju konferencji Atlantic Coast (ACC – 1995)
  - sezonu regularnego ACC (1995)
- Sportowiec roku konferencji ACC (1995)
- MVP turnieju ACC (1995)[3]
- Zaliczony do:
  - I składu:
    - ACC (1994, 1995)
    - turnieju ACC (1994, 1995)

  - II składu:
    - All-American (1995)
    - ACC (1993)

  - składu 50. najlepszych koszykarzy w historii rozgrywek ACC (2002)
- Drużyna Wake Forest wycofała należący do niego numer 22
- Lider ACC w:
  - skuteczności rzutów za 3 punkty (36,8% – 1994)
  - liczbie:
    - celnych rzutów:
      - wolnych (176 – 1994)
      - za 3 punkty (96 – 1993)

    - oddanych rzutów za 3 punkty (204 – 1994, 245 – 1995)

### Drużynowe
- Mistrz II ligi włoskiej (Serie A2 – 2006, 2008, 2009)
- 4. miejsce podczas mistrzostw Turcji (1998)

### Indywidualne
- Uczestnik meczu gwiazd francuskiej ligi LNB Pro A (2004)
- Lider ligi tureckiej w przechwytach (1999)[4]